# Вулиця Шнеєрсона (Миколаїв)
Ву́лиця Шнеєрсона — вулиця в історичній частині міста Миколаєва.

## Розташування

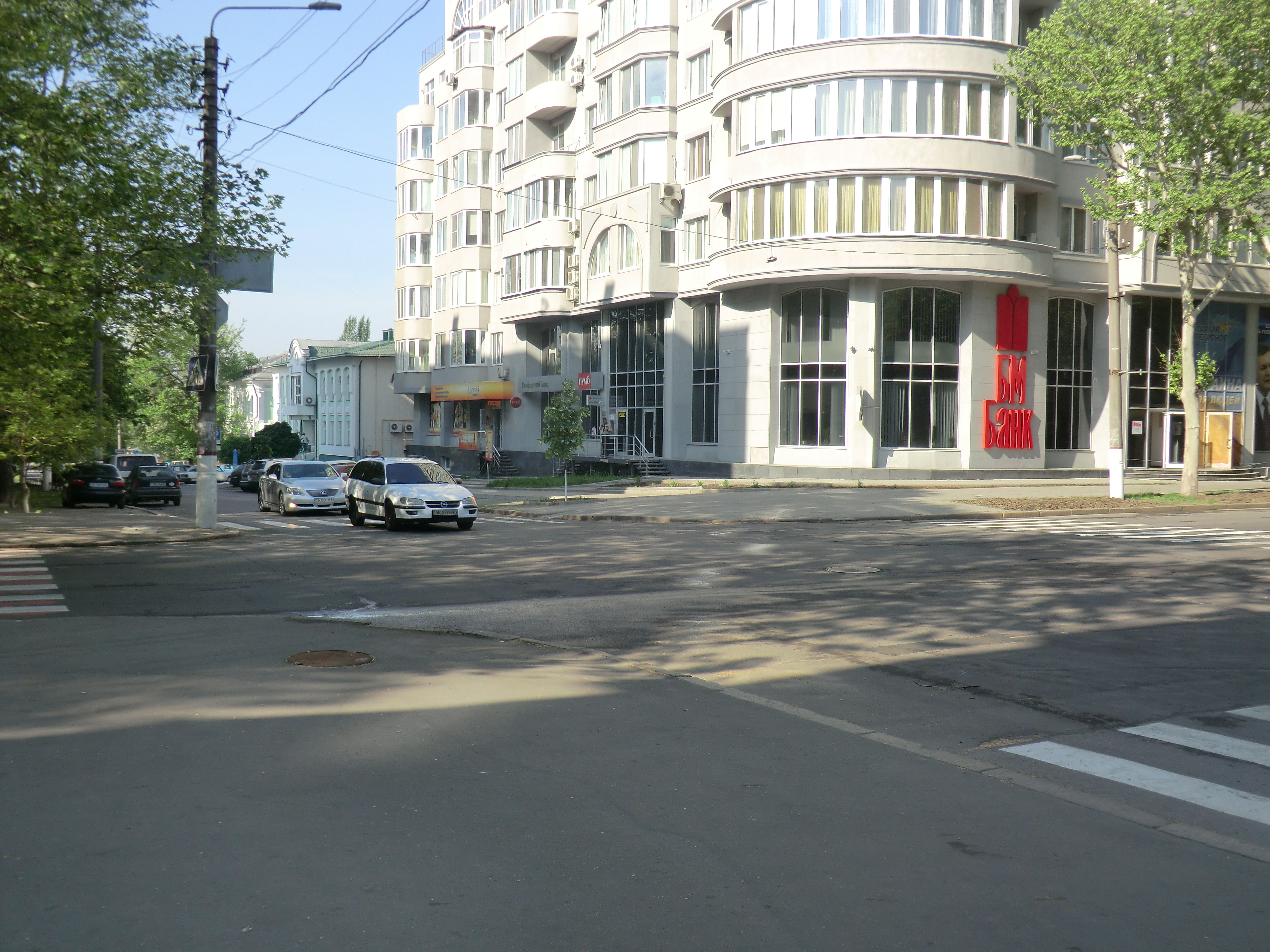
Перехрестя з Адміральською вулицею

Вулиця Шнеєрсона — поперечна вулиця в Городовій частині старого Миколаєва. З півночі вона обмежена Набережною вулицею, а з півдня — Центральним проспектом. Має перетини з такими вулицями (з півночі на південь):
- Набережна вулиця,
- Адміральська вулиця,
- Нікольська вулиця,
- Спаська вулиця,
- Велика Морська вулиця,
- Потьомкінська вулиця,
- вулиця Шевченка,
- Центральний проспект.

## Історія
Назва «Чернігівська вулиця» дана в 1835 році поліцмейстером Г. Г. Автономовим і пов'язана з тим, що вулиця орієнтована за меридіаном на Чернігів. Із заснування міста була заселена торговцями-греками. З часу заснування Миколаєва (1789 р.) у місті проживало багато греків, і князь Григорій Потьомкін охоче залучав переселенців до будівництва міста і флоту. Спеціально для них були побудовані найбільші торгові ряди. Жили вони відособлено, заселивши всю Чернігівську вулицю. У 1804 р. вийшов царський указ, який забороняв іноземцям проживати в Миколаєві, а іноземним суднам заходити в Миколаївський порт. Зовнішня комерційна торгівля стала затухати, і греки перебралися в Одесу. Їх місце у внутрішній торгівлі, постачанні флоту і підрядному суднобудуванні зайняли єврейські купці. Громада поступово домоглася панування в міській торгівлі, і члени її в основному селилися в центрі міста на Чернігівській вулиці, де були згодом побудовані перші синагоги, відкриті молитовні будинки і хедери — народні школи. У 1819 р. на вулиці в присутності губернатора Миколаєва О. С. Грейга була закладена головна єврейська синагога міста (вона стала називатися Старою). Її добудували і освятили в 1822 р. Спорудження здійснювалося на кошти релігійної єврейської громади. В кінці XIX століття в Миколаєві функціонували дві синагоги, а також 14 молитовних будинків. Вулицю заселили торговці-євреї.
12 квітня 1926 р. комісія з організації вшанування 10-ї річниці смерті відомого єврейського письменника, основоположника літератури на мові їдиш Соломона Наумовича Рабіновича (псевдонім Шолом Алейхем — «мир вам»), твори якого були перекладені і українською мова, постановила вулицю Чернігівську перейменувати на вулицю Шолом-Алейхема. З 1930 р. вона і стала так називатися.
В 1928 р. найстарішу синагогу міста закрили. Газета «Червоний Миколаїв» від 14 квітня 1929 р. писала: «Вогні культурної революції затьмарять тьмяне великоднє світло синагоги. Слід нарешті звільнитися від релігійного болота». У будівлі відкрили клуб безбожників, потім — Будинок піонерів, після війни — клуб медпрацівників. Ця будівля жодного разу не була зруйнована.
Поруч зі старою синагогою був побудований і в 1889 р. відкритий молитовний дім «Кравців» (синагога чоботярів). Будівлю після німецько-радянської війни займав навчальний комбінат підготовки рахівників з числа інвалідів-фронтовиків. Тут працював і Г. С. Вольгерштейн — великий ентузіаст обліку і контролю. Потім тут розміщувався обком профспілок, а з 1967 р. — знову навчкомбінат, продовжуючи готувати бухгалтерів і операторів лічильних машин. Розпорядженням № 714 від 18 грудня 1989 р. так званий Єврейський квартал по вулиці К. Лібкнехта, між Спаською і Великою Морською № 13, 13А та 15, був у 1991 році переданий єврейській релігійній громаді. Будівлі Старої синагоги надали статус архітектурної пам'ятки. І звільнені дві будівлі в самому центрі міста досі так і стоять порожніми, поступово руйнуючись.
На розі В. Морської і К. Лібкнехта, поруч, — ще один молитовний будинок, побудований в 1877 р. Після його закриття в 20-х роках XX століття, там розташовувався музей природи. Зараз це центральна миколаївська синагога. Нещодавно у дворі синагоги побудували мікву — ритуальний басейн. У будинку під номером 14 проживала родина Фрейденбергів, близькиз родичів Соломона Віттенберга, друга матроса Івана Логовенка. У серпні 1879 р. за підготовку замаху на Олександра II вони були заарештовані і повішені в Миколаєві. На Робочій Слобідці є в один квартал вулиця Логовенка.
В 1937 р. вулиця знову стала Чернігівською. Це було викликано хвилею «боротьби з космополітизмом в літературі та мистецтві» і курсом жорсткого обмеження юдаїзму.
В 1946 р. Чернігівську перейменували у вулицю Карла Лібкнехта (1871–1919) — сина німецького соціаліста Вільгельма Лібкнехта, друга Маркса і Енгельса.
Сучасну назву вулиця дістала у 2016 році у зв'язку з декомунізацією і названа на честь Менахема Мендла Шнеєрсона.